# Glif

Glifs astrològics utilitzats en astrologia occidental

Un glif (del grec glýfō, γλύφω, 'esculpir' o 'tallar') és un signe gravat o, per extensió, pintat. Per exemple, els glifs de l'escriptura maia o de l'egípcia, tradicionalment més coneguts en aquest últim cas com jeroglífic (del grec talles sacres o sacerdotals). Un caràcter pot correspondre a diversos glifs (per exemple, i,  'i'  i  i  són tres glifs per la lletra "i" llatina minúscula) o diversos caràcters a un glif (per exemple, "A" és la "a" llatina majúscula o l'alfa grega majúscula).
Els signes gràfics utilitzats en l'antic Egipte es denominen jeroglífics (del grec talles sacres).
Si els signes estan gravats a la roca, es parla de petròglif.

## Tipografia

Glif maia per al desè dia del calendari Tzolkin

En tipografia, un glif és una representació gràfica d'un caràcter, de diversos caràcters o de part d'un caràcter i és l'equivalent actual del tipus d'impremta (la peça que tenia gravada la lletra). Un caràcter és una unitat textual mentre que un glif és una unitat gràfica. Per exemple, la seqüència fi es representa com un glif en TeX. Per exemple, la lligadura fi es representarà com un glif en les  tipografies que el tinguin, en el cas que el sistema emprat en la composició ho reconegui (com ara el TeX, els programes de maquetació en general i els processadors amb funcions tipogràfiques avançades).
En el cas més senzill, per a un determinat tipus de lletra (tipus i grandària), cada caràcter es correspon amb un sol glif, però això no sempre és així, especialment en idiomes amb alfabets extensos en els quals un caràcter pot correspondre a diversos glifs o diversos caràcters a un glif (una codificació de caràcters).